# Organització de l'Aviació Civil Internacional
L'Organització de l'Aviació Civil Internacional (OACI), (International Civil Aviation Organization: ICAO, segons les sigles en anglès) és una agència de l'Organització de les Nacions Unides creada el 1944 per la Convenció de Chicago per a estudiar els problemes de l'aviació civil internacional i promoure els reglaments i normes úniques en l'aeronàutica mundial.
És dirigida per un consell permanent amb seu a Montreal (Canadà). El conveni que va preveure l'establiment d'una organització d'aviació civil internacional va ser elaborat per la conferència d'Aviació Civil Internacional celebrada a Chicago de l'1 de novembre al 7 de desembre de 1944, i va entrar en vigor el 4 d'abril de 1947. Una Organització Provisional d'Aviació Civil Internacional va funcionar des del 6 de juny de 1945 fins que es va establir oficialment la OACI.

## Objectius
Els objectius de l'organització són els següents: desenvolupar els principis i la tècnica de l'aviació internacional i fomentar la formulació de plans i el desenvolupament del transport aeri internacional. Per a assolir aquests objectius fomenta el progrés de l'aviació civil internacional, el disseny i el maneig d'aeronaus per a finalitats pacífiques, estimula el desenvolupament de rutes aèries, aeroports i satisfer les necessitats dels pobles del món quant a transports aeris segurs, regulars, eficients i econòmics.
Per tal de complir aquests objectius l'OACI (o ICAO) compta amb diferents estàndards, sistemes de denominació i normatives com ara:
- International Standard Atmosphere (ISA): que estableix unes condicions atmosfèriques de referència per als càlculs de navegació aèria.
- Codi d'aeroports OACI: aporta una codificació per a referir-se als aeroports d'arreu del món.
- Designador d'aerolínies OACI: codi per identificar cada aerolínia.

## Funcionament
L'òrgan suprem de OACI és l'assemblea, i l'executiu el consell; ambdós tenen la seva seu permanent a Montreal al Canadà. Tots els Estats contractants de la OACI són representats a l'assemboe. Examinen la feina realitzada per l'organització en les esferes tècnica, jurídica, econòmica i d'assistència tècnica, i es fixen les directrius dels treballs futurs dels altres òrgans de la OACI. El Consell està compost per alguns dels estats contractants triats per l'assemblea. És l'òrgan executiu de l'organització.

## Membres
Els membres associats a l'OACI són tots els 190 estats que formen part de la Nacions Unides i a més l'arxipèlag de les Illes Cook. Els estats no membres són Dominica, Liechtenstein, Niue, Tuvalu, Ciutat del Vaticà i els estats que encara no han estat reconeguts com a tals.